# Louis-François de Bausset-Roquefort
Louis-François de Bausset-Roquefort (ur. 14 grudnia 1748 w Puducherry, zm. 21 czerwca 1824 w Paryżu) – francuski kardynał.

## Życiorys
Urodził się 14 grudnia 1748 roku w Puducherry. W 1773 roku przyjął święcenia kapłańskie. 25 czerwca 1784 roku został biskupem Alès, a 18 lipca przyjął sakrę. Odmówił przyjęcia Konstytucji cywilnej kleru i udał się na wygnanie. W 1792 roku powrócił do Francji i został aresztowany. W 1801 roku zrezygnował z zarządzania diecezją. W 1815 roku został parem Francji. 28 lipca 1817 roku został kreowany kardynałem prezbiterem, jednak nie otrzymał kościoła tytularnego. Zmarł 21 czerwca 1824 roku w Paryżu.